# Azerbaiyán en los Juegos Olímpicos de Salt Lake City 2002
Azerbaiyán estuvo representado en los Juegos Olímpicos de Salt Lake City 2002 por cuatro deportistas, tres hombres y una mujer, que compitieron en dos deportes.
El portador de la bandera en la ceremonia de apertura fue el patinador artístico Serguéi Rylov. El equipo olímpico azerbaiyano  no obtuvo ninguna medalla en estos Juegos.